# Lijst van metrostations in Boekarest
Dit is een lijst van de stations van de metro van Boekarest. Tussen haken is het jaar van opening vermeld.

## LijnM1(geel)
M1 is een 6-vormige lijn die het oosten van de stad met het centrum verbindt:
- Dristor 2 (1989)
- Piața Muncii (1989)
- Piața Iancului (1989)
- Obor (1989)
- Ștefan cel Mare (1989)
- Piața Victoriei 2 (1989)
- Gara de Nord 1 (1987)
- Basarab 1 (1987)
- Crângași (1984)
- Petrache Poenaru (1979)
- Grozăvești (1979)
- Eroilor 1 (1979)
- Izvor (1979)
- Piața Unirii 1 (1979)
- Timpuri Noi (1979)
- Mihai Bravu (1981)
- Dristor 1 (1981)
- Nicolae Grigorescu 1 (1981)
- Titan (1981)
- Costin Georgian (1981)
- Republica (1981)
- Pantelimon (1990)

## LijnM2(blauw)
M2 verbindt het noorden met het zuiden van Boekarest:
- Pipera (1987)
- Aurel Vlaicu (1987)
- Aviatorilor (1987)
- Piața Victoriei (1987)
- Piața Romană (1987)
- Universitate (1987)
- Piața Unirii 2 (1986)
- Tineretului (1986)
- Eroii Revoluției (1986)
- Constantin Brâncoveanu (1986)
- Piața Sudului (1986)
- Apărătorii Patriei (1986)
- Dimitrie Leonida (1986)
- Berceni (1986)
- Tudor Arghezi (2023)

## LijnM3(rood)
M3 bedient het westen en zuidwesten van de stad:
- Preciziei (1983)
- Păcii (1983)
- Gorjului (1983)
- Lujerului (1983)
- Politehnica (1983)
- Eroilor 1 (1979, maar voor de M3 geopend in 1983)
- Izvor (1979)
- Piața Unirii 1 (1979)
- Timpuri Noi (1979)
- Mihai Bravu (1981)
- Dristor 1 (1981)
- Nicolae Grigorescu 2 (2008)
- 1 Decembrie 1918 (2008)
- Nicolae Teclu (2008)
- Anghel Saligny (2008)

## LijnM4(groen)
De jongste lijn van het net verbindt het Gara de Nord met het noordwesten van Boekarest:
- Gara de Nord 2 (2000)
- Basarab 2 (2000)
- Grivița (2000)
- 1 Mai (2000)
- Jiului (2011)
- Parc Bazilescu (2011)
- Laminorului (2017)
- Străulești (2017)

## LijnM5(oranje)
De nieuwste snelweg is van 2020
- Râul Doamnei (2020)
- Constantin Brâncuși (2020)
- Valea Ialomiței (2020)
- Romancerilor (2020)
- Parc Drumul Taberei (2020)
- Tudor Vladimirescu (2020)
- Favorit (2020)
- Orizont (2020)
- Academia Militară (2020)
- Eroilor 2 (2020)

In aanbouw vanaf Eroilor 2 (mogelijke opening eind 2026 of 2027)
- Facultatea de Drept
- Parcul Cișmigiu
- Universitate
- Moșilor
- Traian
- Piața Iancului

## LijnM6(Lila)
In aanbouw vanaf 1 Mai (mogelijke opening eind 2030)
- Pajura
- Expoziției
- Piața Presei Libere
- Gara Băneasa
- Aeroport Băneasa
- Complex Comercial Băneasa